# SW Волка
SW Волка (лат. SW Lupi) — одиночная переменная звезда в созвездии Волка на расстоянии (вычисленном из значения параллакса) приблизительно 3176 световых лет (около 974 парсеков) от Солнца. Видимая звёздная величина звезды — от менее +13,5m до +10,3m.

## Характеристики
SW Волка — красная пульсирующая переменная звезда, мирида (M) спектрального класса M. Эффективная температура — около 3291 K.